# Transamérica Curitiba
Transamérica Curitiba é uma emissora de rádio brasileira sediada em Curitiba, capital do estado do Paraná. Opera no dial FM na frequência 100.3 MHz e é uma filial da Rede Transamérica. A emissora foi lançada em 17 de fevereiro de 1977, sendo a primeira rádio em FM estéreo instalada em Curitiba.

## História
Em 1975, a Rádio Transamérica de Curitiba S.A. vence concorrência para outorga de FM na cidade. Quarta emissora da Rede Transamérica, após os lançamentos das emissoras de Recife, Brasília e São Paulo (geradora da programação) em 1976, a Transamérica FM de Curitiba foi lançada em 17 de fevereiro de 1977, sendo esta a primeira emissora em FM estéreo da cidade. Tal qual as demais filiais, a programação inicial da Transamérica FM era essencialmente musical, segmentada ao formato adulto-contemporâneo (MPB, jazz, blues e música instrumental) voltado as classes A e B, trazendo também pequenos boletins informativos. Todos os módulos eram gravados em fitas de rolo em São Paulo e enviados para a filial. Em pouco tempo, consegue disputar audiência com outras estações de rádio tradicionais da cidade. Em 1978, já era considerada líder de audiência, junto com outras emissoras da rede (onde eram estimados 40 mil receptores de rádio FM em Curitiba).
A partir da década de 1980, muda o foco de sua programação visando a queda em seus índices a partir da concorrência com outras emissoras (em 1981, a líder de audiência já era a Caiobá FM). Com a mudança, passa a ser voltada ao público jovem, focando no humor. A programação também passa a ser feita ao vivo em Curitiba. As mudanças implementadas na programação trouxeram uma reação aos índices, fazendo a emissora subir para a segunda colocação de audiência em maio de 1990 (disputando liderança com a então Antena 1 Curitiba). Em março de 1991, é integrada via satélite a Rede Transamérica. No segundo semestre de 1991 a emissora retorna ao primeiro lugar de audiência entre todas as FMs da grande Curitiba, na época dirigida pelo jornalista e radialista Sérgio Moreira.
No ano 2000, com a divisão das portadoras da rede, a Transamérica FM Curitiba passou a se chamar Transamérica Pop Curitiba.
Em 2019, com a mudança de formato da Rede Transamérica e a unificação de suas portadoras (Pop, Light e Hits) a Transamérica passou a adotar o formato jovem/adulto, com foco no Pop e no Rock nacional e internacional com o objetivo de atrair um público entre 25 e 49 anos. Com isso, a até então Transamérica Pop Curitiba passa a se chamar Transamérica Curitiba.

## Programas e comunicadores
- Papo de Craque (Rafael Porto e Daniel Piva)
- Transamérica Esportes (Marcelo Fachinello e Dorival Chrispim)

### Equipe esportiva
Narradores
- Edilson de Souza
- Marcelo Fachinello
- Edgar Araújo

Comentaristas
- Fernando Gomes
- Daniel Piva
- Jairo Silva

Repórteres
- Jairo Júnior
- Nicolas França
- Robson de Lazzari

Plantão
- Dorival Chrispim

Apresentadores
- Rafael Porto
- Marcelo Fachinello